# 아만다 아니시모바
아만다 케이 빅토리아 아니시모바(Amanda Kay Victoria Anisimova 2001년 8월 31일 ~ )는 미국의 프로 테니스 선수이다. 2025년 7월 14일에 달성한 세계 7위라는 개인 최고 단식 WTA 랭킹을 보유하고 있다. 2025년 윔블던 선수권 대회에서 결승에 진출했다. 아니시모바는 카타르 토탈에너지스 오픈의 WTA 1000 대회를 포함하여 WTA 투어에서 3개의 타이틀을 획득했다.
주니어 시절 아니시모바는 세계 2위까지 올랐고, 2017년 US 오픈 여자 단식 타이틀을 획득했다. WTA 투어에서 2018년 인디언 웰스 오픈에서 16세의 나이에 페트라 크비토바를 상대로 첫 톱10 승리를 거두며 명성을 얻었다. 2019년 4월 17세의 나이에 코파 콜산티타스에서 첫 경력 타이틀을 획득했다.
아니시모바의 메이저 대회에서의 돌파는 2019년 호주 오픈에서 이루어졌는데, 타이틀의 주요 경쟁자 중 한 명인 세계 11위 아리나 사발렌카를 물리치고 4라운드에 진출했다. 프랑스 오픈에서는 디펜딩 챔피언이자 세계 3위인 시모나 할렙을 꺾고 10년 만에 가장 어린 나이에 토너먼트 준결승에 진출했다. 그녀가 메이저 대회 4라운드에 진출한 다음은 2022년 호주 오픈에서 디펜딩 챔피언인 오사카 나오미를 물리쳤을 때였다. 그 해 윔블던 선수권 대회 8강에 진출했다.

## 어린 시절과 배경
아만다 아니시모바는 프리홀드 타운십, 뉴저지에서 올가 아니시모바와 고 콘스탄틴 아니시모프 사이에서 태어났다. 그녀에게는 언니 마리아가 있는데, 펜실베이니아 대학교 와튼 학부 경영대학에 다니면서 대학 테니스를 했다. 그녀의 부모는 그녀가 태어나기 몇 년 전에 언니에게 더 나은 미래를 제공하기 위해 러시아에서 미국으로 이민 왔다. 그리고 더 많은 테니스 기회를 주기 위함이었다. 그들은 금융 및 은행 산업에 종사했으며, 성장 과정에서 경쟁적인 테니스를 한 적이 없었다.
아니시모바는 5세에 테니스를 시작했다. 언니가 이 스포츠를 시작하는 데 영감을 주었다고 말하며, "어렸을 때 언니가 테니스를 쳤어요. 항상 언니가 치는 것을 봤고, 저도 하고 싶었어요. 그렇게 해서 저와 부모님도 시작하게 되었죠."라고 말했다. 그녀의 가족은 아만다가 아주 어렸을 때 플로리다로 이사하여 그녀와 언니가 훈련하고 코치를 찾을 더 많은 기회를 가질 수 있도록 했다. 그녀의 아버지는 그녀가 주니어 시절에 오랫동안 그녀의 주요 코치 역할을 했으며, 어머니도 그녀를 코치하는 데 도움을 주었다. 11세부터 닉 사비아노와 함께 일했다. 브라이언 형제의 보조 코치로도 활동했던 맥스 포민은 그녀의 여행 코치로 일했다.

## 주니어
아니시모바는 2016년 세계 주니어 ITF 랭킹 2위라는 개인 최고 기록을 달성했다. 주니어 경력 초기에 2015년 아비에르토 주베닐 멕시카노에 300위권 밖의 랭킹으로 참가했지만, 14세의 나이에 높은 수준의 그레이드 A 토너먼트에서 예상치 못하게 우승했다. 2016년에도 계속 뛰어난 성적을 거두며 그레이드 1 코파 델 카페에서 우승하고 그레이드 A 코파 게르다우 결승에 진출했다. 이러한 결과들을 바탕으로 아니시모바는 프랑스 오픈에서 2번 시드를 받았다. 그녀의 두 번째 그랜드 슬램 토너먼트에서 2002년 애슐리 하클로드 이후 처음으로 여자 대회에서 미국인 결승 진출자가 되었다. 그러나 결승에서 레베카 마사로바에게 패했다. 여름 동안 USTA 여자 18세 미만 전국 챔피언십에 5번 시드로 출전하여 4위를 차지했다.
15세의 아니시모바는 2016년 후반의 그레이드 1 유카탄 컵과 2017년 초반에 1년 전 결승에 진출했던 그레이드 A 코파 게르다우에서 두 개의 큰 타이틀을 더 획득했다. 이 타이틀들을 획득한 후, 그 해에 두 번의 ITF 주니어 토너먼트에만 더 참가했으며, 모두 주요 대회였다. US 오픈에서 첫 메이저 타이틀을 획득하며 주니어 경력을 마무리했는데, 결승에서 동료 미국 선수인 코코 고프를 물리치고 토너먼트 내내 한 세트도 내주지 않았다. 아니시모바는 또한 2017년 주니어 페드 컵에서 우승한 미국 팀의 일원이었지만, 질병으로 인해 최종 경기에는 출전하지 못했다.

## 프로

### 2016–17: 프랑스 오픈 데뷔, ITF 서킷 타이틀

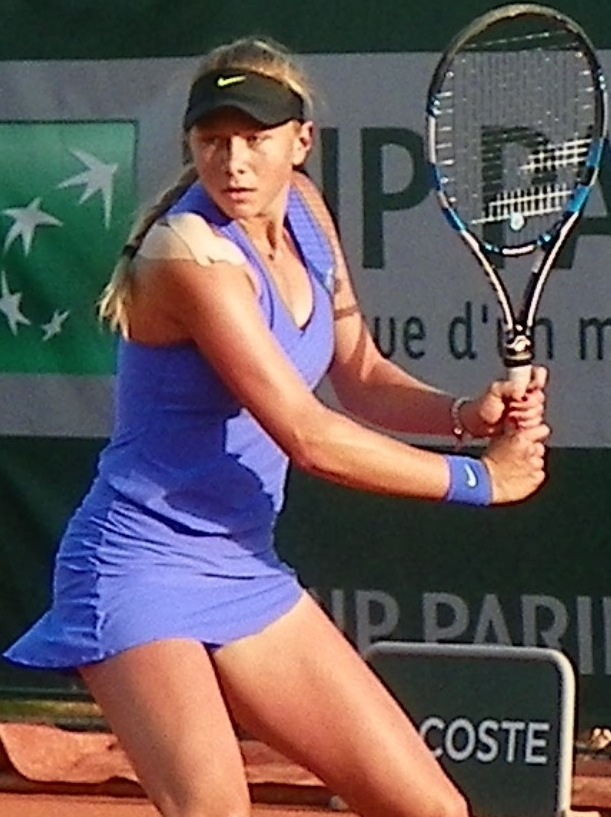
2017 프랑스 오픈의 아니시모바

2016년 중반, 아니시모바는 그녀의 첫 프로 토너먼트인 US 오픈 예선에 와일드카드를 받았다. 14세의 나이에 세계 124위 베로니카 세페데 로이그를 상대로 데뷔 경기에서 승리했지만, 다음 라운드에서 패했다. 2017년 2월 코파 게르다우에서 주니어 타이틀을 획득한 후, 아니시모바는 브라질에 머물며 쿠리치바에서 25K 대회에 참가했다. 첫 프로 메인 드로에서 프로 투어 첫 결승에 진출했다. 몇 주 후, 아니시모바는 마이애미 오픈 와일드카드를 받았는데, WTA 투어 메인 드로 데뷔전에서 테일러 타운센드에게 3세트 접전 끝에 패했다.
클레이 코트 시즌 동안 아니시모바는 인디언 하버 비치에서 열린 80K 대회와 다음 주 앨라배마 도탄에서 열린 60K 대회에서 연속으로 결승에 진출하며 USTA 프랑스 오픈 와일드카드 챌린지에서 우승했다. 이러한 결과들은 그녀가 WTA 랭킹 300위권에 진입하는 데도 도움이 되었다. 그녀의 메이저 대회 데뷔전에서 프랑스 오픈 1라운드에서 나라 쿠루미에게 패했다. 그럼에도 불구하고 2005년 알리제 코르네 이후 메인 드로에 참가한 가장 어린 선수가 되었다. 잔디 코트 시즌을 포기한 후, 아니시모바는 ITF 프로 서킷에서 계속 뛰었다. 7월 말 15세의 나이에 캘리포니아 새크라멘토에서 열린 60K 대회에서 첫 프로 타이틀을 획득하며 200위권에 진입했다.

### 2018: 톱 100위 진입, WTA 투어 결승, 톱 10 승리

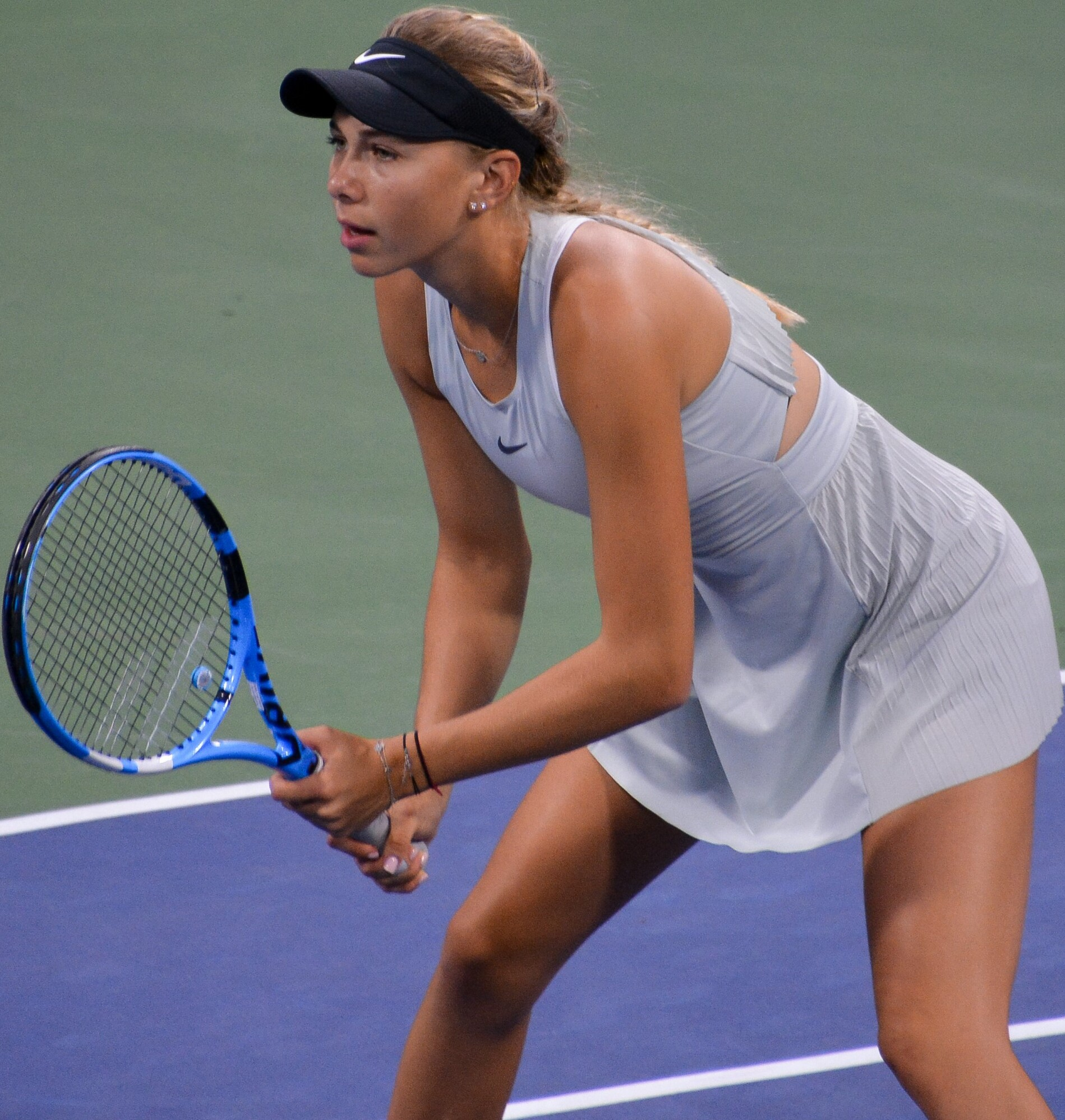
2018년 US 오픈의 아니시모바

그 해 아니시모바의 첫 두 토너먼트는 뉴포트 비치와 인디언 웰스에서 열린 첫 챌린저 시리즈 대회였다. 두 메인 드로에 모두 참가했고, 인디언 웰스에서의 준결승 진출로 다음 주 WTA 투어 대회 메인 드로 와일드카드를 얻었다. 인디언 웰스 오픈에서 아니시모바는 2005년 니콜 바이디소바 이후 가장 어린 나이로 4라운드에 진출했다. 폴린 파르멘티에를 꺾고 첫 WTA 투어 경기 승리를 거두었고, 23위 아나스타시야 파블류첸코바, 그리고 9위 페트라 크비토바를 차례로 이겼다. 그녀의 질주는 5위 카롤리나 플리스코바에게 패하며 끝났다. 아니시모바는 마이애미 오픈 와일드카드도 받았다. 첫 경기에서 왕창을 상대로 승리했지만, 3세트에서 오른발 부상을 입었다. 이 부상으로 인해 토너먼트에서 기권해야 했고, 4개월 동안 경기에 나서지 못했다. 당시 세계 랭킹 128위까지 올랐다.
아니시모바는 7월 실리콘 밸리 클래식에서 테니스로 복귀했다. 메인 드로에 진출했고, 복귀 첫 경기에서 다시 왕창을 상대로 승리했다. 신시내티 오픈 3라운드에 진출하여 다시 150위권에 진입했다. US 오픈에서 와일드카드로 첫 경기에 패한 후, 아니시모바는 다음으로 재팬 위민스 오픈에 참가했다. 17세로서 첫 토너먼트에서 메인 드로에 진출했고, 결승 이전에 단 한 세트만 내주었으며, 메인 드로에서는 한 세트도 내주지 않으며 생애 첫 WTA 결승에 진출했다. 준결승에서 톱 시드이자 세계 41위인 장솨이를 물리쳤지만, 결승에서 셰수웨이에게 패했다. 이 대회에서의 활약으로 처음으로 100위권에 진입했다.

### 2019: 첫 WTA 투어 타이틀, 프랑스 오픈 준결승

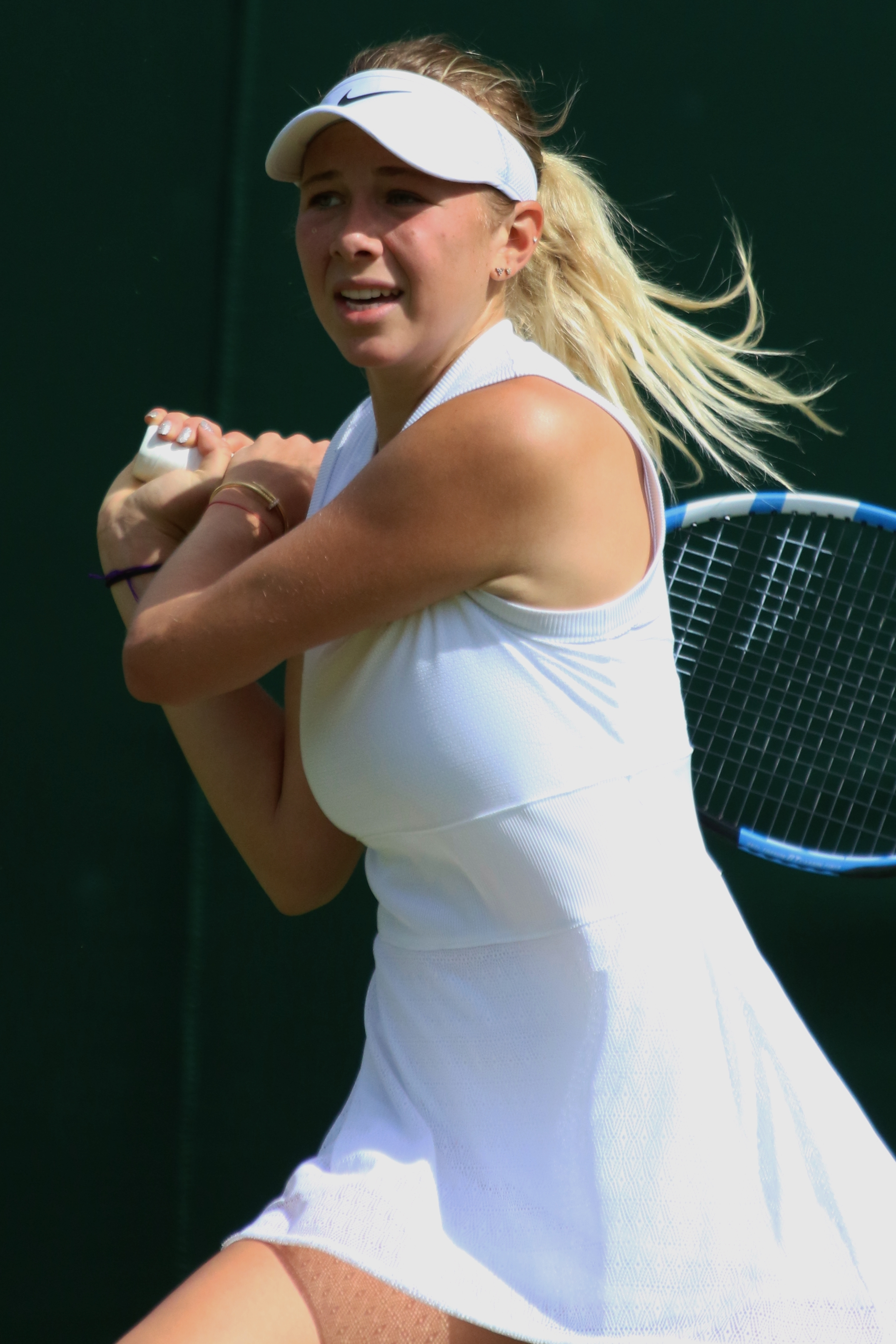
2019년 윔블던 선수권 대회의 아니시모바

아니시모바는 호주 오픈을 앞두고 한 번의 웜업 대회에 참가하여 오클랜드 오픈 8강에 진출했다. 메이저 대회에서 단식 승리를 거둔 적이 없었던 아니시모바는 호주 오픈 4라운드에 진출했다. 첫 세 경기를 모두 스트레이트 세트로 이겼는데, 여기에는 타이틀 유력 후보 중 한 명인 세계 11위 아리나 사발렌카에 대한 승리도 포함되었으며, 결국 결승 진출자인 페트라 크비토바에게 패했다. 다음 두 달 동안 다음 네 토너먼트 중 어떤 대회에서도 한 번 이상의 경기 승리를 기록하지 못했다.
전년도에 부상으로 클레이 코트 시즌을 건너뛴 아니시모바는 WTA 투어 레벨에서 클레이 코트 경기 승리 없이 콜롬비아의 코파 콜산티타스에 참가했다. 그럼에도 불구하고 이 대회에서 우승하여 생애 첫 타이틀을 획득했다. 6번 시드를 받은 아스트라 샤르마와의 결승을 포함하여 다섯 경기 중 네 경기를 3세트 접전 끝에 승리했다. 아니시모바는 프랑스 오픈에서 2006년 바이디소바 이후 가장 어린 준결승 진출자가 되며 클레이 코트 시즌을 마무리했다. 토너먼트 동안 2라운드에서 11번 시드 사발렌카를 다시 물리쳤고, 8강에서는 디펜딩 챔피언이자 세계 3위인 시모나 할렙을 이겼다. 준결승에서 최종 우승자이자 세계 8위인 애슐리 바티에게 패할 때까지 한 세트도 내주지 않았는데, 첫 5게임을 내주고 6번째 게임에서 두 세트 포인트를 지켜내야 했음에도 불구하고 첫 세트에서 역전승을 거두었다. 이 결과로 세계 26위까지 올랐다.
아니시모바는 시즌 후반부에 성공을 덜 거두었다. 그녀의 최고 성적은 실리콘 밸리 클래식에서 8강에 진출한 것이었는데, 여기서 최종 우승자인 정사이사이에게 패했다. 대회 기간 동안 등 부상에 시달렸고, 이로 인해 다음 달 안에 열리는 두 개의 프리미어 5 대회에서 기권하게 되었다. 8월 말, 아버지의 사망으로 인해 US 오픈에서 기권했다. 그 후 두 번의 토너먼트에 더 참가하여 총 한 경기만 승리한 후, 일찍 시즌을 마쳤다. 그럼에도 불구하고 시즌 말에 세계 21위까지 올랐다. WTA 엘리트 트로피에 참가 자격을 얻었지만, 초대를 수락하지 않았다.

### 2020–21: 두 번의 메이저 3라운드

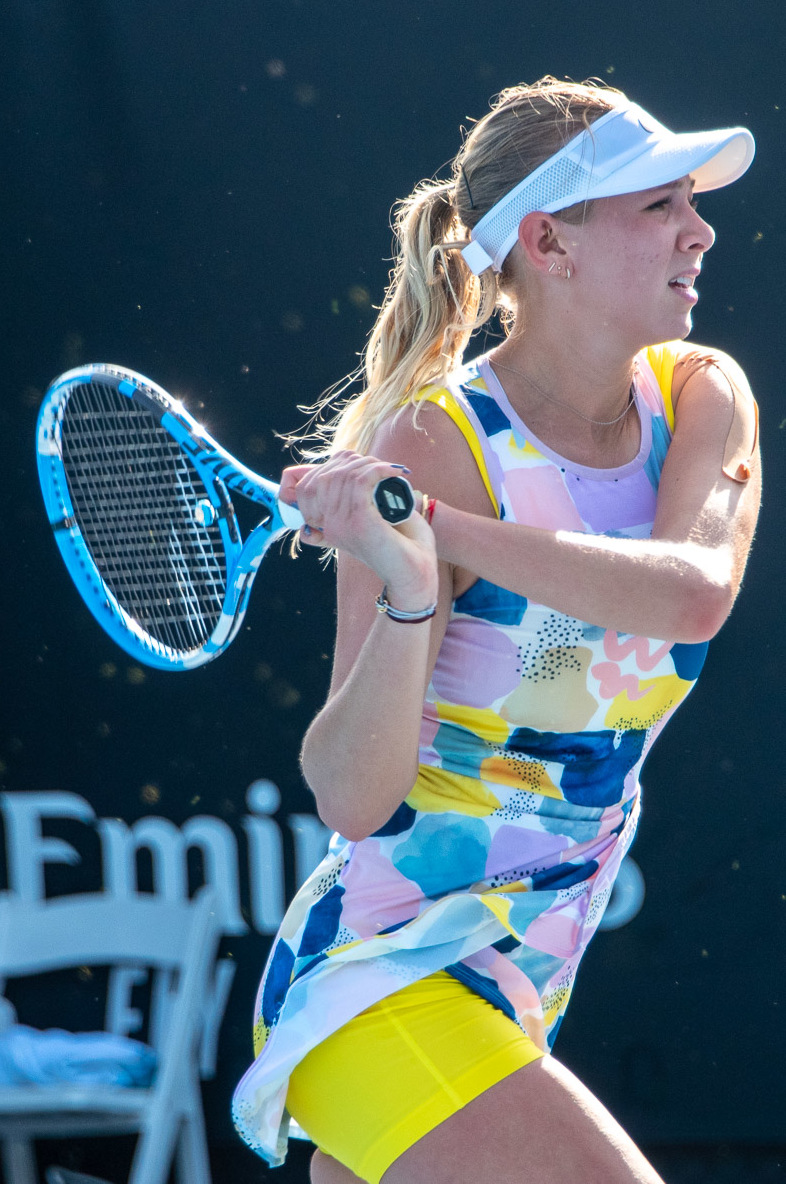
2020년 호주 오픈의 아니시모바

아니시모바는 오클랜드 오픈에서 한 해를 시작했으며, 카테리나 코즐로바, 다리아 카사트키나, 외제니 부샤르를 물리친 후 준결승에서 세리나 윌리엄스에게 패했다.

### 2022: 멜버른 타이틀, 톱 25위
아니시모바는 멜버른 서머 세트 2에서 시즌을 시작했다. 2019년 이후 처음으로 결승에 진출했다. 결승에서 예선 통과자 알략산드라 사스노비치를 물리치고 두 번째 WTA 단식 타이틀을 획득했다. 호주 오픈에서 2라운드에서 22번 시드 벨린다 벤치치를 놀라게 했다. 3라운드에서 2019년과 2021년 챔피언인 오사카 나오미를 상대로 한 세트를 내주고 마지막 세트에서 두 번의 매치 포인트를 지켜내며 이변을 일으켰다. 이는 그녀가 2019년 프랑스 오픈에서 시모나 할렙을 물리친 이후 두 번째로 메이저 대회에서 디펜딩 챔피언을 꺾은 것이었다. 그 후 4라운드에서 세계 1위이자 최종 우승자인 애슐리 바티에게 패했다. 그 결과, 2022년 1월 31일 랭킹에서 19계단 상승하여 41위가 되었다.
2월, 아니시모바는 두바이 챔피언십에 출전했지만, 예선 1라운드에서 매디슨 브렝글에게 패했다. 도하에서는 2라운드에서 옐레나 오스타펜코에게 패했다. 3월, 인디언  웰스에서 동료 엠마 나바로를 물리쳤다. 2라운드에서는 레일라 페르난데스를 상대했는데, 아니시모바는 첫 세트를 6–2로 이겼고, 두 번째 세트에서는 5–4로 앞서며 매치 포인트를 가졌지만, 페르난데스는 4개의 매치 포인트를 모두 지켜내고 두 번째 세트를 타이 브레이크로 가져갔다. 페르난데스는 타이 브레이크에서 7–0으로 승리했다. 두 번째 세트가 끝난 후, 아니시모바는 감정을 드러내며 주심에게 몸이 좋지 않아 경기를 기권하겠다고 말했다. 마이애미 오픈에서는 1라운드에서 셸비 로저스에게 패했다.
아니시모바는 찰스턴 오픈에서 클레이 코트 시즌을 시작했다. 15번 시드를 받은 3라운드에서 톱 시드 아리나 사발렌카를 놀라게 했다. 준결승에 진출했지만, 온스 자베르에게 패했다. 마드리드에서 1라운드에서 아리나 사발렌카를 이기며 생애 다섯 번째 톱10 승리를 거두었다. 3라운드에서는 빅토리야 아자란카를 물리치며 생애 열 번째 톱20 승리를 기록했다. 8강에서 예선 통과자 예카테리나 알렉산드로바에게 패했다. 이탈리안 오픈에서 2라운드에서 벨린다 벤치치를 물리쳤다. 그 후 3라운드에서 대니엘 콜린스를 이변을 일으켰다. 8강에서 아리나 사발렌카에게 패했는데, 이는 상대 전적 4승 0패로 앞서 있던 사발렌카에게 처음으로 패한 것이었다. 프랑스 오픈에서 27번 시드를 받은 1라운드에서 4회 그랜드 슬램 챔피언 오사카 나오미를 물리쳤다. 4라운드에 진출했지만, 레일라 페르난데스에게 패했다.
아니시모바는 바트 홈부르크 오픈에서 잔디 코트 시즌을 시작했다. 6번 시드를 받은 8강에 진출했지만, 시모나 할렙에게 패했다. 윔블던에서 20번 시드를 받은 3라운드에서 코코 고프를 상대로 한 세트를 내주고 역전승을 거두었다. 4라운드에서 하모니 탄을 물리치고 생애 처음으로 이 메이저 대회 8강에 진출했지만 시모나 할렙과의 경기에서 패했다.
8월, 아니시모바는 US 오픈 시리즈의 샌호제 실리콘 밸리 클래식에 참가하여 카롤리나 플리스코바를 2라운드에서 물리쳤다. 8강에서 최종 결승 진출자인 셸비 로저스에게 패했다. 토론토에서 열린 캐나다 오픈에서는 2라운드에서 14번 시드이자 작년 결승 진출자인 카롤리나 플리스코바에게 패했다. 신시내티 오픈에서는 1라운드에서 다리아 카사트키나를 물리쳤다.

### 2023: 테니스 휴식
아니시모바는 애들레이드에서 시즌을 시작했다. 첫 번째 대회에서 1라운드에서 베로니카 쿠데르메토바에게 패했다. 두 번째 애들레이드 대회에서는 예선 최종 라운드에서 질 타이흐만에게 패했다. 그러나 제시카 페굴라가 일정 변경으로 대회에서 기권하면서, 럭키 루저로 메인 드로에 진출했다. 1라운드에서 류드밀라 삼소노바를 물리쳤지만, 2라운드에서 베아트리스 하다드 마이아에게 패했다. 호주 오픈에서 28번 시드를 받은 1라운드에서 마르타 코스튜크에게 스트레이트 세트로 패했다.
2월, 아니시모바는 두바이에 참가하여 1라운드에서 와일드카드이자 두 차례 메이저 결승 진출자인 베라 즈보나레바를 물리쳤다. 2라운드에서 빅토리야 아자란카에게 패했지만, 3세트에서 5–3으로 앞서고 있었다. 3월, 인디언 웰스 오픈에 참가했다. 31번 시드를 받은 2라운드에서 린다 노스코바에게 패했다. 마이애미에서는 1라운드에서 매디슨 브렝글과의 경기 중 기권했다.
마드리드 오픈에서 아니시모바는 1라운드에서 예선 통과자 아란차 루스에게 패했다. 5월 5일, 자신의 인스타그램 계정을 통해 정신 건강 문제와 번아웃을 이유로 테니스에서 무기한 휴식을 취할 것이라고 발표했다.

### 2024: 첫 WTA 1000 결승, 톱 50위

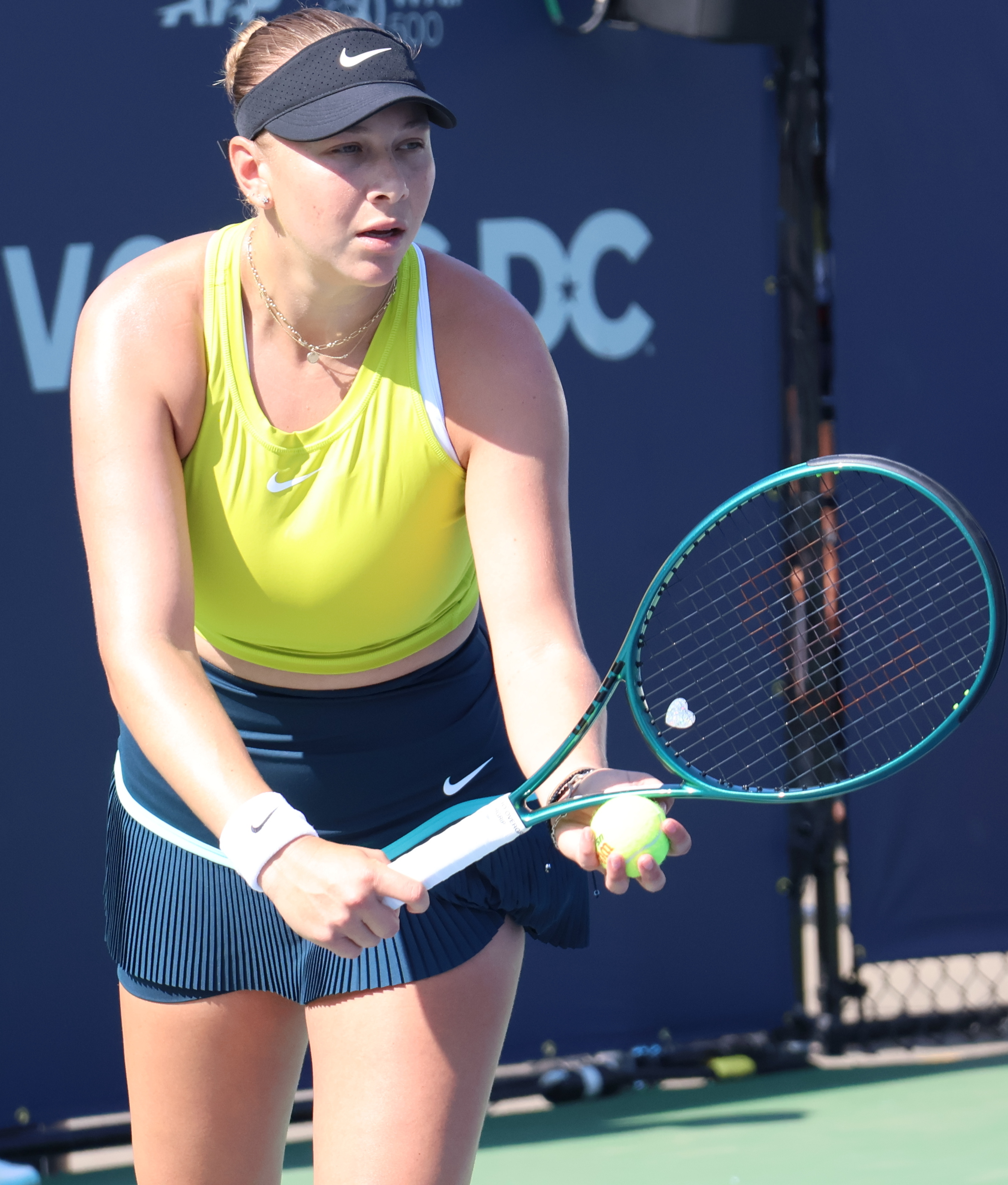
2024년 워싱턴 오픈에서 서브하는 아니시모바

아니시모바는 오클랜드 오픈에서 아나스타시야 파블류첸코바를 꺾고 테니스 복귀전을 치렀다. 2024년 호주 오픈에서 13번 시드 류드밀라 삼소노바, 나디아 포도로스카, 그리고 파울라 바도사에게 승리하며 이 메이저 대회 4라운드에 진출하며 그랜드 슬램 대회에 복귀했다.
클레이 코트 시즌 초반, 보호 랭킹을 사용하여 찰스턴 오픈에 참가하여 알리제 코르네를 물리쳤다.
미국 여름 하드코트 시즌이 시작되는 워싱턴 오픈에서 메인 드로에 진출했고, 슬론 스티븐스와 7번 시드 파블류첸코바를 상대로 승리하며 2년 만에 첫 8강에 진출했다. 다시 보호 랭킹을 사용하여 토론토에서 열린 캐나다 오픈에서 캐롤라인 돌하이드를 물리치고, 러시아인 시드 선수인 5번 시드 다리아 카사트키나를 꺾고 10번 시드 안나 칼린스카야의 기권승, 그리고 마지막으로 2번 시드 아리나 사발렌카를 꺾고 8번 시드 엠마 나바로를 꺾으며 생애 첫 WTA 1000 결승에 진출했다. 1984년 앨리시아 몰턴 이후 40년 만에 이 대회 여자 단식 결승에 진출한 가장 낮은 랭킹의 선수였다. 아니시모바는 결승에서 제시카 페굴라에게 3세트 접전 끝에 패했지만, 2024년 8월 12일 132위에서 80계단 이상 상승하여 톱 50위권에 복귀했다. US 오픈 와일드카드 챌린지에서 우승하며 US 오픈 본선 와일드카드를 확보했다.
새롭게 업그레이드된 WTA 500 대회인 코리아 오픈에서 아니시모바는 6번 시드 율리아 푸틴체바를 스트레이트 세트로 물리쳤다. 2라운드에서 빅토리야 토모바에게 뒤진 채 기권했다.
WTA 1000 차이나 오픈 1라운드에서 부전승을 얻은 아니시모바는 카밀라 오소리오와 9번 시드 다리아 카사트키나를 물리치고 4라운드에 진출했지만, 5번 시드 정친원에게 3세트 접전 끝에 패했다.

### 2025: 윔블던 준우승, 세계 7위
3번 시드를 받은 아니시모바는 호바트 국제 대회에서 와일드카드 참가자인 다리아 새빌과 안나 본다르를 물리치고 시즌 첫 8강에 진출했지만, 6번 시드 엘리나 아바네스얀과의 8강 경기를 앞두고 질병으로 인해 기권했다.
아니시모바는 카타르 토탈에너지스 오픈 결승에서 옐레나 오스타펜코를 스트레이트 세트로 물리치고 생애 첫 WTA 1000 타이틀을 획득했다. 그 결과, 2025년 2월 17일 세계 18위로 랭킹 톱 20에 진입했다.
찰스턴 오픈에서 10번 시드 율리아 푸틴체바를 물리치고 8강에 진출했다. 다음으로, 4번 시드 엠마 나바로를 이변을 일으키고 준결승에 진출했지만, 소피아 케닌과의 경기에서 기권해야 했다. 2025년 프랑스 오픈에서 22번 시드 클라라 타우손을 물리치고 세 번째로 4라운드에 진출했으며, 2025년 6월 9일 톱 15에 처음으로 진입했다.
새롭게 업그레이드된 WTA 500 대회인 퀸스 클럽 챔피언십에서 아니시모바는 3번 시드 엠마 나바로를 물리치고 생애 첫 잔디 코트 준결승에 진출했다. 톱 시드 정친원을 물리치고 첫 잔디 코트 결승에 진출했다. 그 결과, 그녀의 랭킹은 12위로 상승했다.
윔블던에서 13번 시드를 받은 아니시모바는 1라운드에서 율리아 푸틴체바를 더블 베이글로 물리쳤다. 레나타 사라수아와 갈피 덜머를 물리치고 4라운드에 진출했으며, 최종 세트에서 역전승을 거두며 30번 시드 린다 노스코바를 물리치고 두 번째로 8강에 진출했다. 아나스타시야 파블류첸코바를 상대로 아니시모바는 2세트 타이 브레이크에서 뒤지다가 (이전에 두 개의 매치 포인트를 가지고 있었음에도) 5개의 세트 포인트를 지켜내며 6년 만에 첫 메이저 대회 준결승에 진출했으며, 톱 10 랭킹을 확보했다. 그 후 세계 1위 아리나 사발렌카를 3세트 접전 끝에 물리치고 첫 메이저 대회 결승에 진출했지만, 결승에서 이가 시비옹테크에게 "더블 베이글"로 패했는데, 가디언은 이를 "114년 만에 가장 일방적인 결승"이라고 불렀다. 그럼에도 불구하고 아니시모바는 대회 후 톱 10에 처음으로 진입했으며, 그녀의 랭킹은 세계 7위로 상승했다.

## 플레이 스타일

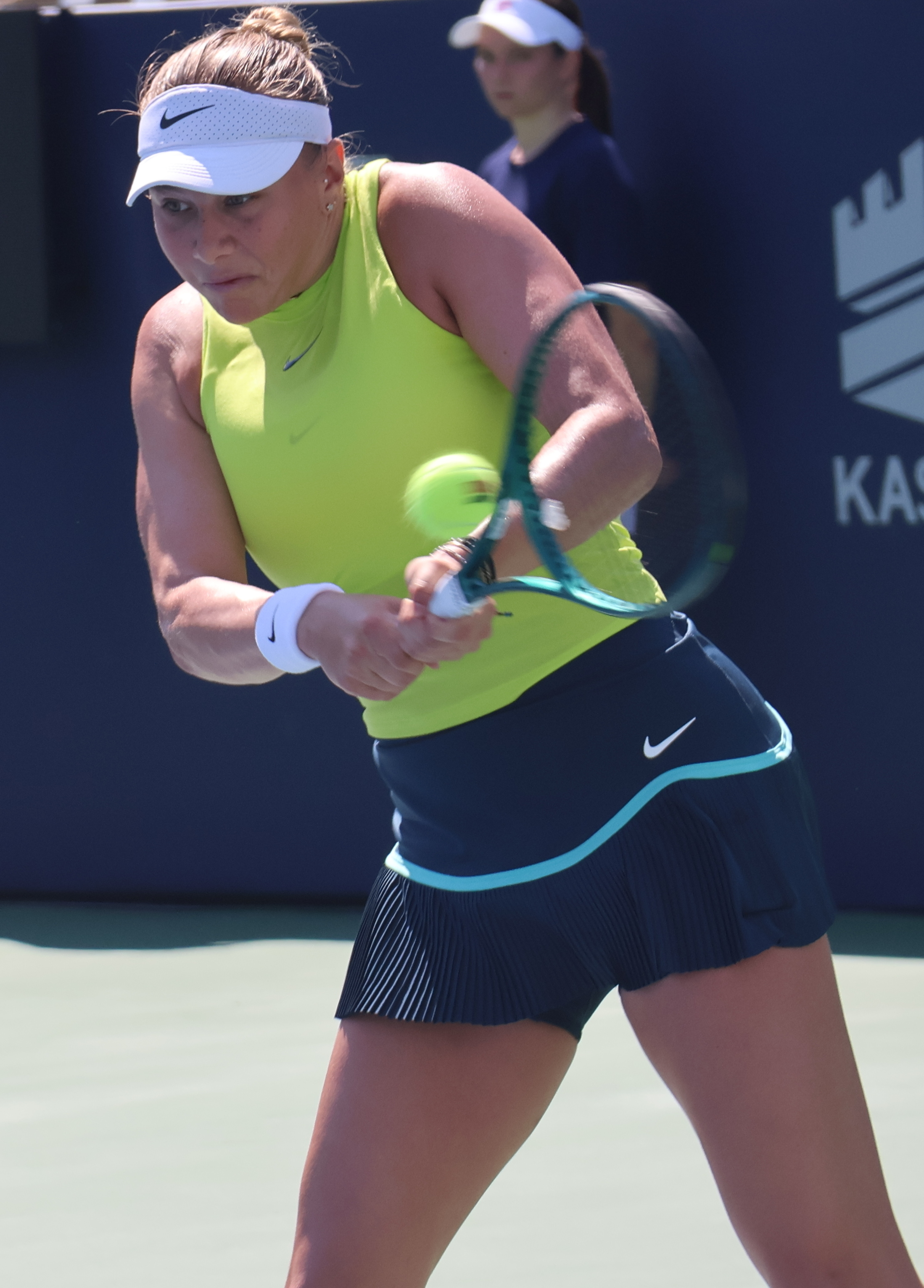
백핸드 리턴샷을 치는 아니시모바

아니시모바는 양쪽 날개에서 강력한 그라운드 스트로크를 구사하는 공격적인 베이스라인 플레이어이다. 그녀의 양손 백핸드는 가장 강력한 무기이며, 깊이, 속도, 파워를 겸비하여 꾸준히 친다. 백핸드 다운 더 라인으로 많은 위너를 만들어낸다. 그녀의 포핸드도 강하며, 응축된 스윙으로 플랫하게 쳐서 이 스트로크로 날카로운 각도를 만들어낼 수 있다. 어떤 볼 높이에서도 포핸드를 효과적으로 칠 수 있어 어떤 표면에서도 그녀의 포핸드를 치명적으로 만든다. 코트 주변에서 빠르며, 발놀림이 빠르고 복잡하여 위너를 칠 기회를 만들 때까지 랠리를 연장할 수 있다.
그녀의 가장 큰 장점 중 하나는 서브 리턴, 특히 세컨드 서브 리턴이다. 강력한 서브를 크로스코트 인사이드-아웃 포핸드나 백핸드 다운 더 라인으로 무력화시켜 WTA 투어에서 가장 효과적인 리턴 선수 중 한 명이다. 그녀의 깔끔한 볼 스트라이크, 포인트 구성, 그리고 강력한 그라운드 스트로크는 어떤 표면에서도 강력한 상대로 만든다.

## 개인 생활
아니시모바는 2023년 5월 정신 건강 문제와 번아웃을 이유로 프로 테니스에서 휴식을 취했고, 2024년 1월 스포츠로 복귀했다.

## 후원
아니시모바는 의류와 신발은 나이키에서, 라켓은 윌슨에서 후원받고 있다. 또한 게토레이와 테라바디의 후원도 받고 있다.

## 경력 통계

### 그랜드 슬램 대회 성적

#### 단식
| 대회        | 2016 | 2017 | 2018 | 2019 | 2020 | 2021 | 2022 | 2023 | 2024 | 2025 | SR             | W–L            | 승률           |
| ----------- | ---- | ---- | ---- | ---- | ---- | ---- | ---- | ---- | ---- | ---- | -------------- | -------------- | -------------- |
| 호주 오픈   | A    | A    | A    | 4R   | 1R   | A    | 4R   | 1R   | 4R   | 2R   | 0 / 6          | 10–6           | 63%            |
| 프랑스 오픈 | A    | 1R   | A    | SF   | 3R   | 1R   | 4R   | A    | 2R   | 4R   | 0 / 7          | 14–7           | 67%            |
| 윔블던      | A    | A    | A    | 2R   | NH   | 1R   | QF   | A    | Q3   | F    | 0 / 4          | 11–4           | 73%            |
| US 오픈     | Q2   | Q1   | 1R   | A    | 3R   | 2R   | 1R   | A    | 1R   |      | 0 / 5          | 3–5            | 38%            |
| 승패        | 0–0  | 0–1  | 0–1  | 9–3  | 4–3  | 1–3  | 10–4 | 0–1  | 4–3  | 10–3 | 0 / 22         | 38–22          | 63%            |
| 커리어 통계 |      |      |      |      |      |      |      |      |      |      |                |                |                |
| 타이틀      | 0    | 0    | 0    | 1    | 0    | 0    | 1    | 0    | 0    |      | 커리어 총계: 2 | 커리어 총계: 2 | 커리어 총계: 2 |
| 결승        | 0    | 0    | 1    | 1    | 0    | 0    | 1    | 0    | 1    |      | 커리어 총계: 4 | 커리어 총계: 4 | 커리어 총계: 4 |
| 연말 랭킹   | 764  | 192  | 95   | 24   | 30   | 78   | 23   | 359  | 36   |      | $4,983,645     | $4,983,645     | $4,983,645     |

### 그랜드 슬램 대회

#### 단식: 1 (준우승)
| 결과 | 연도 | 대회   | 표면 | 상대 선수       | 점수     |
| ---- | ---- | ------ | ---- | --------------- | -------- |
| 패배 | 2025 | 윔블던 | 잔디 | 이가 시비옹테크 | 0–6, 0–6 |

### WTA 1000 대회

#### 단식: 2 (1 우승, 1 준우승)
| 결과 | 연도 | 대회                 | 표면 | 상대 선수         | 점수          |
| ---- | ---- | -------------------- | ---- | ----------------- | ------------- |
| 패배 | 2024 | 캐나다 오픈          | 하드 | 제시카 페굴라     | 3–6, 6–2, 1–6 |
| 승리 | 2025 | 카타르 레이디스 오픈 | 하드 | 옐레나 오스타펜코 | 6–4, 6–3      |